# ایپولیتو راموس
ایپولیتو راموس (اسپانیایی: Hipólito Ramos‎؛ زادهٔ ۳۰ ژانویهٔ ۱۹۵۶) بوکسور اهل کوبا بود.